# Born Rich (film 1924)
Born Rich è un film muto del 1924 prodotto e diretto da William Nigh. La sceneggiatura, firmata dallo stesso regista, si basa sull'omonimo romanzo di Hughes Cornell pubblicato a Filadelfia circa nel 1924. Prodotto dalla Garrick Pictures e distribuito dalla First National Pictures, il film aveva come interpreti Claire Windsor, Bert Lytell, Cullen Landis, Doris Kenyon, Frank Morgan, J. Barney Sherry, Maude Turner Gordon.

## Trama
Rimasto solo mentre sua moglie Chadyeane è in visita in Francia dalla zia, Jimmy Fairfax comincia a frequentare Frances Melrose, una ragazza moderna ed emancipata, infatuandosi di lei. Quando Chadyeane ritorna, si rende conto di ciò che sta accadendo e, cercando di ingelosire il marito, finge di avere una relazione con tale Jack Le Moyne. Il suo tentativo per attirare su di sé le attenzioni di Jimmy non sembra avere successo: il marito, infatti, reagisce dandosi al bere e continuando con la sua condotta sconsiderata. Dopo alcuni anni, Jimmy, ormai separato dalla moglie, scopre di essere stato imbrogliato dal suo consulente finanziario che lo ha ridotto al verde. Per cercare di risolvere i suoi guai, si riconcilia con Chadyeane. Scopre, allora, che la sua situazione finanziaria non è messa così male come temeva, tutto per merito del maggiore Murphy che, con il suo intervento, lo ha salvato dalla bancarotta.

## Produzione
Il film fu prodotto dalla Garrick Pictures.

## Distribuzione
Il copyright del film, richiesto dalla Garrick Pictures, fu registrato il 19 novembre 1924 con il numero LP20784.

Distribuito dalla First National Pictures, il film uscì nelle sale statunitensi il 7 dicembre 1924.
Copia completa della pellicola (un positivo in nitrato 33 mm) si trova conservata negli archivi della Deutsche Kinemathek di Berlino.